# Plagideicta plumbicula
Plagideicta plumbicula är en fjärilsart som beskrevs av George Francis Hampson 1906. Plagideicta plumbicula ingår i släktet Plagideicta och familjen nattflyn. Inga underarter finns listade i Catalogue of Life.